# (916) Америка
(916) Аме́рика (лат. America) — астероид главного астероидного пояса. Открыт 7 августа 1915 г. российским (советским) астрономом Григорием Неуйминым в Симеизской обсерватории, в Крыму. Астероид, вначале называвшийся 916ΣI, 23 марта 1923 г. по инициативе Пулковской обсерватории был переименован в «Америку», чтобы подчеркнуть дружественные отношения между астрономическими обсерваториями и астрономами.
В 1986 г. результаты оптических исследований астероида показали, что Америка имеет диаметр 15 км и период вращения около 38 часов. Однако, данные, полученные с помощью Инфракрасной орбитальной обсерватории IRAS, опровергли эти результаты (в частности, диаметр Америки по данным IRAS оказался большим приблизительно в два раза).
Астероид не пересекает орбиту Земли, и делает полный оборот вокруг Солнца за 3,63 Юлианских лет.